# Залцбург (Вестервалд)
Залцбург (њем. Salzburg) општина је у њемачкој савезној држави Рајна-Палатинат. Једно је од 192 општинска средишта округа Вестервалд. Према процјени из 2010. у општини је живјело 196 становника. Посједује регионалну шифру (AGS) 7143291.

## Географски и демографски подаци
Залцбург се налази у савезној држави Рајна-Палатинат у округу Вестервалд. Општина се налази на надморској висини од 600 метара. Површина општине износи 2,3 km². У самом мјесту је, према процјени из 2010. године, живјело 196 становника. Просјечна густина становништва износи 85 становника/km².